# Pharia pyramidata
Pharia pyramidata is een zeester uit de familie Ophidiasteridae. De wetenschappelijke naam van de soort werd in 1840 gepubliceerd door John Edward Gray.

## Synoniemen
- Ophidiaster porosissimus Lütken, 1859[1]